# 伊勢崎市立あずま北小学校
伊勢崎市立あずま北小学校（いせさきしりつ あずまきたしょうがっこう）は群馬県伊勢崎市国定町にある公立小学校。

## 歴史
- 1987年（昭和62年）4月1日 - マンモス校化した佐波郡東小学校から分離する形で開校。開校式と第1回入学式挙行。
- 1991年（平成3年）12月7日 - 開校5周年記念式典挙行。
- 1993年（平成5年）8月24日 - 1学年教室前人工芝張り替え。
- 1994年（平成6年）
  - 5月13日 - この日から6月6日まで、プール全面塗装工事実施。
  - 8月24日 - 花壇前と保健室前に水道設置前庭の木製ベンチを更新。
- 1995年（平成7年）8月25日 - この日から9月1日まで、1学年教室前庭の部分舗装工事。
- 1996年（平成8年）11月19日 - 創立十周年記念式典挙行し、アトラクション実施。
- 1997年（平成9年）9月2日 - 校舎南側部分舗装工事と一輪車手摺設置。
- 1998年（平成10年）9月30日 - 体育小屋（一輪車、竹馬等格納）を新たに設置。
- 1999年（平成11年）8月24日 - 校庭改修工事。
- 2000年（平成12年）3月29日 - 3階多目的室ホール普通教室化工事開始（4月7日完成）。職員室、校長室、保健室のエアコン設置工事。パソコン教室設置工事。
- 2003年（平成15年）
  - 2月15日 - 体育館から出火し、一部延焼。
  - 12月16日 - バザーの収益によって校歌額購入。
  - 12月18日 - 新体育館竣工。
- 2004年（平成16年）9月1日 - 校内LANの整備により、職員室・教室がインターネットに繋がる。
- 2005年（平成17年）
  - 1月1日 - 東村の伊勢崎市への合併に伴い、伊勢崎市立あずま北小学校と改称。
  - 9月1日 - パソコン教室の改装が終了し、40台のコンピュータが使用可能になる。
  - 11月 - 少人数教室工事開始。
- 2006年（平成18年）
  - 4月 - 少人数教室完成。
  - 11月 - 創立20周年記念式典挙行。
- 2007年（平成19年）2月 - 防球ネット設置。
- 2012年（平成24年）8月 - 各教室に空調機設置。
- 2013年（平成25年）7月 - 東門北に小型気象計設置。
- 2015年（平成27年）2月 - 教室と特別教室に網戸設置。
- 2016年（平成28年）
  - 11月 - 創立30周年記念式典挙行。
  - 12月 - トイレ改修工事。

### この節の出典
- 学校の歴史（学校ホームページ内）

## 通学区域
- 田部井町一丁目の一部、田部井町二丁目の一部、国定町一丁目 - 二丁目[1]

## 進学先中学校
- 伊勢崎市立あずま中学校

## 交通アクセス
- 東日本旅客鉄道（JR東日本）両毛線 国定駅より600m、徒歩8分